# Argali
Ovis ammon
Espèce
Statut de conservation UICN

 NT  : Quasi menacé
Statut CITES
Répartition géographique
L'Argali (Ovis ammon) est une espèce de Capriné, plus spécifiquement un ovin, vivant en Asie centrale, au Tibet en Chine et en Mongolie. 
Cette espèce a été décrite par Marco Polo. Une sous espèce d'Argali porte son nom : Ovis ammon polii.
Cet animal provient d'une radiation vers l'Asie orientale de mouflons dont le nombre de chromosomes est passé de 54 à 56. 
Menacé dans son milieu d'origine, il s'avère envahissant dans certaines régions du monde où il a été introduit.

## Description
Le nom argali est un mot mongol signifiant « mouton sauvage ». C'est un des plus gros mouflons.
Sa taille au garrot atteint 95 à 112 cm, sa longueur est généralement de 140 à 160 cm, et son poids de 60 à 120 kg.
Les cornes spiralées sont imposantes, pouvant atteindre 1,25 m de long et 50 cm de circonférence à la base, leurs pointes sont toujours dirigées vers l'extérieur.

## Habitat

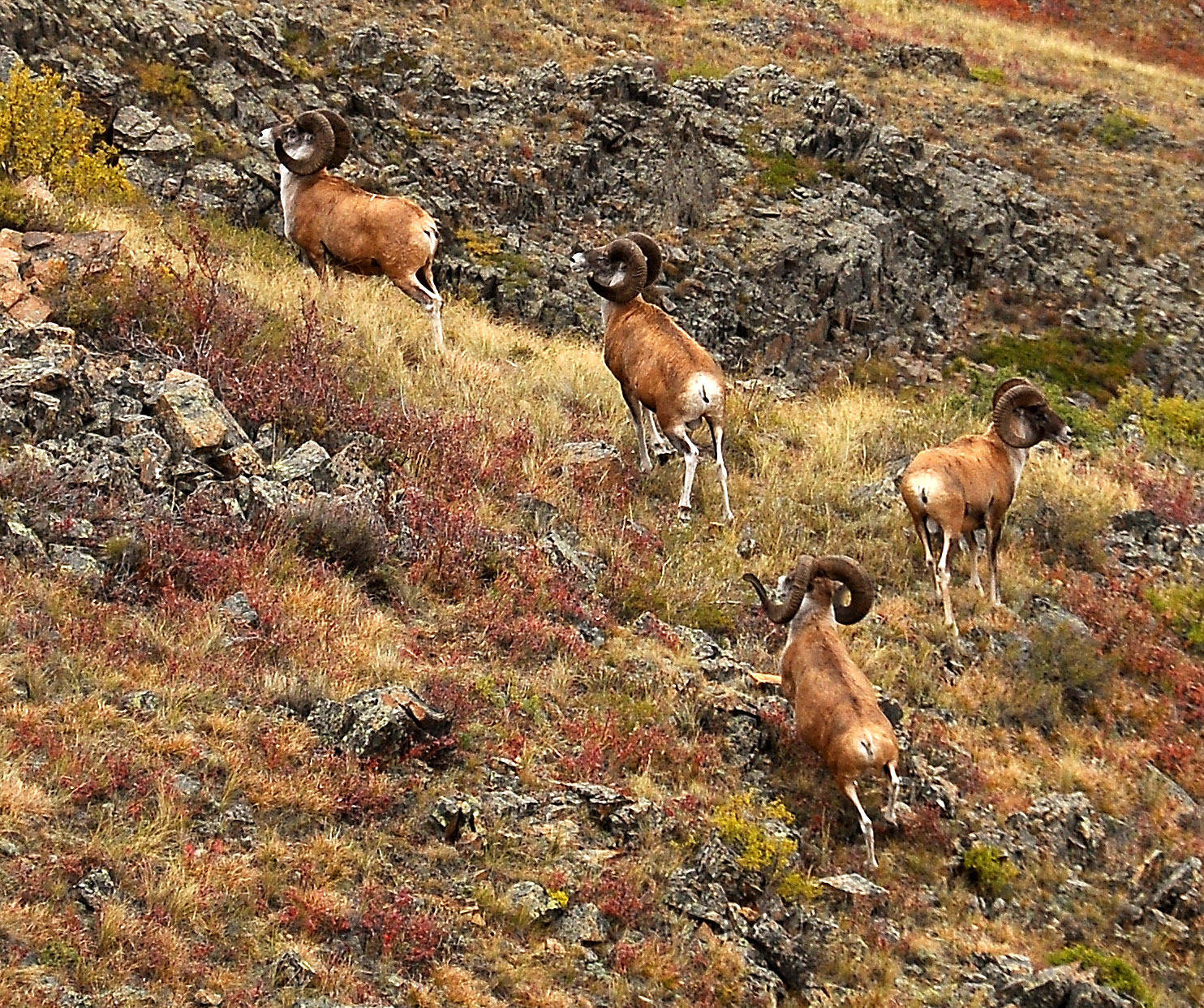

Les argalis occupent différentes zones montagneuses d'Asie centrale, généralement isolées les unes des autres. 
On les trouve de 1 300 à 4 200 mètres d'altitude.
Les argalis chinois se trouvent principalement dans des vallées arides à la limite de déserts (Gobi, Taklamalaya, Altun et de Kūnlún Shān), entre 3 600 et 6 000 m de haut.
La distance génétique moyenne entre argalis de l'ouest et de l'est est de 10 % ce qui suggère que leur divergence remonte à environ 160 000 ans (sous réserve d'étalonnage de leur propre horloge moléculaire).

## Nourriture
L'animal est un ruminant. Il se nourrit surtout de graminées et d'herbes.

## Prédateurs
L'homme le chasse pour sa viande et pour ses cornes. Le loup et les léopards le chassent également.

## Sous-espèces

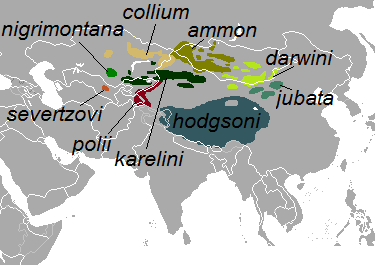
Répartition des sous-espèces d'Argali.

La détermination du nombre de sous-espèces de l'Argali a été discutée. Les sous-espèces retenues comme valides sont les suivantes :
- Argalis d'Asie centrale :
  - Ovis ammon nigrimontana, (Severtzov, 1873) — argali de Kara Tau, plus ancienne radiation des argalis actuels[6] (groupe frère de tous les autres argalis)
  - Ovis ammon severtzovi, (Nasonov, 1914), transféré de Ovis vignei à Ovis ammon[7] — argali de Severtzov, originaire des massifs de Beltau, Aktau, Koratau, Malguzar, Tamdytau, Bukantua, Kuldjuktau, et du désert de Kyzylkum, il ne serait significativement présent que dans le Nuratau en Ouzbékistan
- Argalis chinois :
  - Ovis ammon ammon[8] — argali de l'Altaï
  - Ovis ammon collium, (Severtzov, 1873) — argali de Karaganda
  - Ovis ammon comosa[9], (Hollister, 1919) — argali du nord de la Chine
  - Ovis ammon darwini[10], (Przewalski, 1883) — argali du désert de Gobi
  - Ovis ammon hodgsoni[11], (Blyth, 1841) — argali tibétain
  - Ovis ammon karelini[12], (Severtzov, 1873) — argali du Tiān Shān
  - Ovis ammon polii, (Blyth, 1841) — argali de Marco Polo, dans le Pamir